# Spodnja Javoršica
Spodnja Javoršica este o localitate din comuna Moravče, Slovenia, cu o populație de 62 de locuitori.